# Едвард Абрамовський
Юзеф Едвард Абрамовський (пол. Józef Edward Abramowski; 17 серпня 1868 — 21 червня 1918, Варшава) — польський філософ, психолог, соціолог, анархіст. У своїй науковій роботі він прагнув подолати розрив між психологією та соціологією.

## Життєпис
Після смерті матері (1878) переїхав до Варшави (1879), де його вчителька Марія Конопницька ввела Едварда в коло політичної партії «Перший Пролетаріат». У 1885 році Абрамовский розпочав наукові дослідження в університеті Кракова, але вже через рік переїхав до Швейцарії, де вивчав філософію до 1889 року в Женевському університеті.
Після перегляду своєї революційної політичної та журналістської діяльності Абрамовський протягом тривалої хвороби, під впливом вчення Льва Толстого та анархо-синдикалізму перейшов від ідеологічних позицій ортодоксального марксизму до анархізму. У роботі «Соціалізм та держава» називав себе «бездержавним соціалістом». Тим не менш, зв'язки з марксистами не розривав і був одним із засновників Польської соціалістичної партії.
З 1915 року він був професором психології в Університеті Варшави, а також читав лекції з питань метафізики.
Розвинена ним наукова освіта носила назву «Феноменалізм». Під цим поняттям він мав на увазі науково-дослідну роботу всіх явищ суспільного життя та зіставлення зі змістом свідомості окремих індивідуумів.